# Rolla (Dakota du Nord)
Pour les articles homonymes, voir Rolla.
La ville de Rolla (en anglais [ˈrɒlə]) est le siège du comté de Rolette, dans l’État du Dakota du Nord, aux États-Unis. Sa population, qui s’élevait à 1 280 habitants lors du recensement de 2010, est estimée à 1 252 habitants en 2019.

## Histoire
Rolla a été établie en 1888, son nom provient probablement de celui du comté. Un bureau de poste a ouvert en 1888. Rolla a été incorporée en tant que city en 1907.

## Démographie
| 1890 | 1900 | 1910 | 1920 | 1930 | 1940  |
| ---- | ---- | ---- | ---- | ---- | ----- |
| 255  | 400  | 587  | 675  | 852  | 1 008 |

| 1950  | 1960  | 1970  | 1980  | 1990  | 2000  |
| ----- | ----- | ----- | ----- | ----- | ----- |
| 1 176 | 1 398 | 1 458 | 1 538 | 1 371 | 1 417 |

| 2010  | - | - | - | - | - |
| ----- | - | - | - | - | - |
| 1 280 | - | - | - | - | - |

## Climat
Selon la classification de Köppen, Rolla a un climat continental humide, abrégé Dfb.
| Mois                              | jan.  | fév.  | mars  | avril | mai  | juin | jui. | août | sep. | oct. | nov. | déc.  |
| --------------------------------- | ----- | ----- | ----- | ----- | ---- | ---- | ---- | ---- | ---- | ---- | ---- | ----- |
| Température minimale moyenne (°C) | −19,7 | −17,4 | −11,1 | −3,4  | 3,4  | 9,3  | 12,3 | 11   | 5,4  | −1,6 | −9,3 | −17,2 |
| Température maximale moyenne (°C) | −9,2  | −6,7  | −0,9  | 9,5   | 16,7 | 21,1 | 23,9 | 23,9 | 17,9 | 10   | 0,1  | −7,4  |

## Source
- (en) Cet article est partiellement ou en totalité issu de l’article de Wikipédia en anglais intitulé « Rolla, North Dakota » (voir la liste des auteurs).

1. 1 2  (en) « Explain Origin of All County Towns », Turtle Mountain Star,‎ 5 septembre 1940, p. 7 (lire en ligne, consulté le 2 mai 2015)
2. ↑  (en) Federal Writers' Project, North Dakota, a Guide to the Northern Prairie State,, WPA, 1938, 371 p. (ISBN 978-1-62376-033-5, lire en ligne), p. 236.
3. ↑  (en) « Rolette County », Jim Forte Postal History (consulté le 14 février 2015).
4. ↑  (en) « Population and Housing Unit Estimates », Bureau du recensement des États-Unis, 24 mai 2020 (consulté le 27 mai 2020)
5. ↑  (en) Bureau du recensement des États-Unis, « Census of Population and Housing » (consulté le 19 janvier 2014)
6. ↑  (en) « Population Estimates », Bureau du recensement des États-Unis (consulté le 4 juin 2019)
7. ↑  (en) « Statistiques des États-Unis - Dakota du nord - Profils des comtés de 2010 » (consulté en juin 2021)
8. ↑  (en) Climate Summary for Rolla, North Dakota.